# Марко ван Гинкел
Марко ван Хинкел (роден на 1 декември, 1992) е нидерландски професионален футболист. Ван Хинкел започва кариерата си в младежките редици на Витес още като седемгодишен през 1999 година. Дебютира за мъжкия отбор през 2010, преди да направи трансфер за около £8 милиона в Челси през 2013 година.
На международно ниво, Ван Хинкел представя Холандия в младежките нива, преди да направи дебюта за младежкия отбор срещу Германия през ноември 2012.